# U-Bahn-Station Gasometer
Die U-Bahn-Station Gasometer ist eine Station der Wiener U-Bahn-Linie U3. Sie liegt unterirdisch im 11. Wiener Gemeindebezirk Simmering bei den namensgebenden Gasometern des Wiener Gaswerks, welche 1896 eröffnet wurden und bis 1984 ihrem ursprünglichen Zweck dienten. Zwischen 1999 und 2001 wurde dieses Denkmal der Industrialisierung revitalisiert und mit Wohnungen, einem Studentenheim, einem Einkaufszentrum, dem Wiener Stadt- und Landesarchiv, der Konzerthalle Bank-Austria-Halle und einem Großkino ausgestattet. Die Station wurde im Zuge der Freigabe des fünften und bislang letzten Teilstücks der U3 am 2. Dezember 2000 eröffnet.
In den ursprünglichen Planungen für den Simmeringer Ast der U3 aus den 1990er Jahren war diese Station nicht vorgesehen und wurde erst in einer späteren Phase nach dem Gasometer-Ideenwettbewerb 1995 eingefügt. Sie verfügt über zwei Seitenbahnsteige, die jeweils über Festtreppen, Rolltreppen (nur aufwärts) und einen Aufzug erschlossen sind. Zugänglich ist die Station über ein Aufnahmsgebäude an der Rosa-Fischer-Gasse, direkt beim Haupteingang der Gasometer. Bis 2027 sollen weitere Zugänge bei der Nussbaumallee errichtet werden. Die Station ist werktags Endhaltestelle der Autobuslinie 72A.

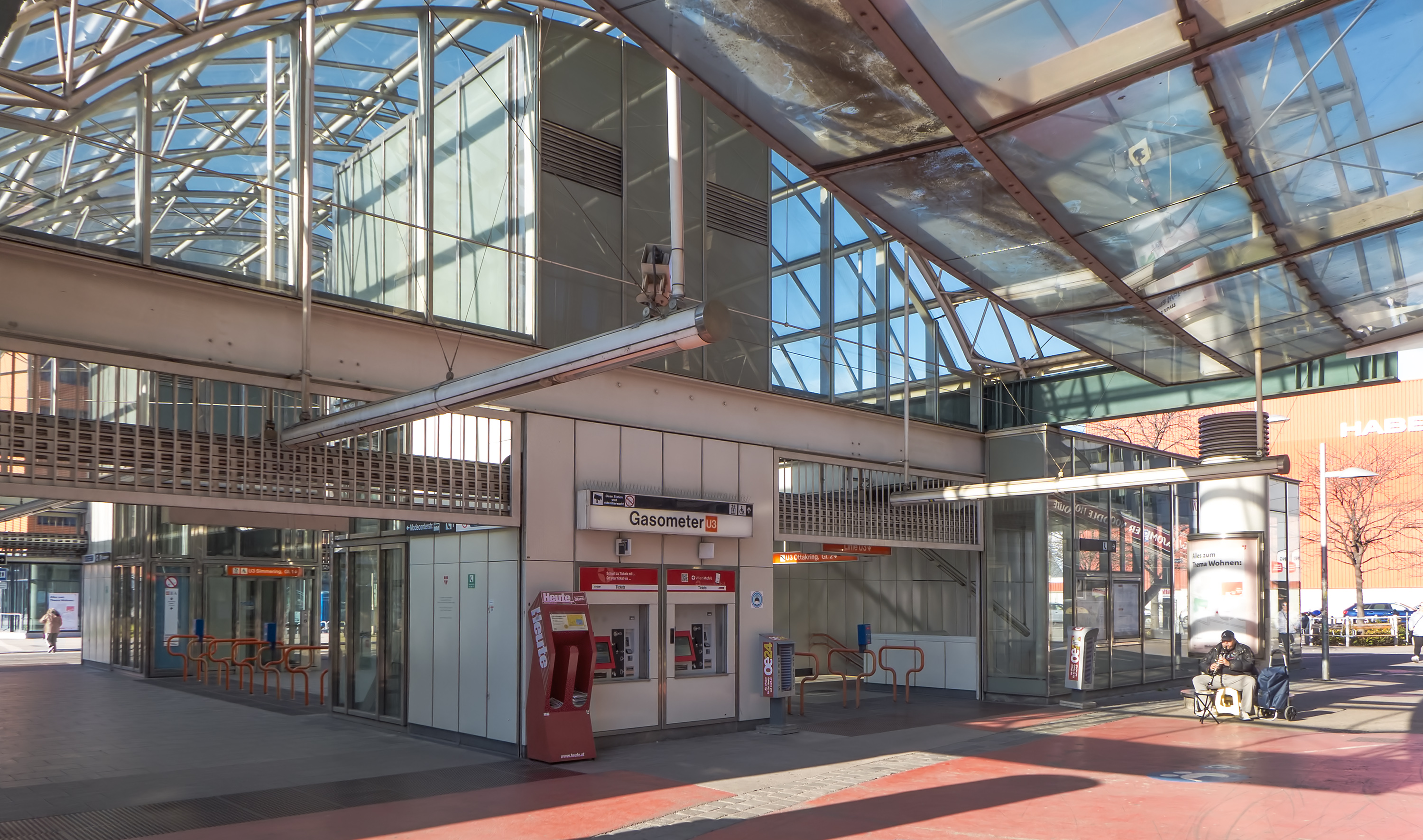
Ausgang Gasometer
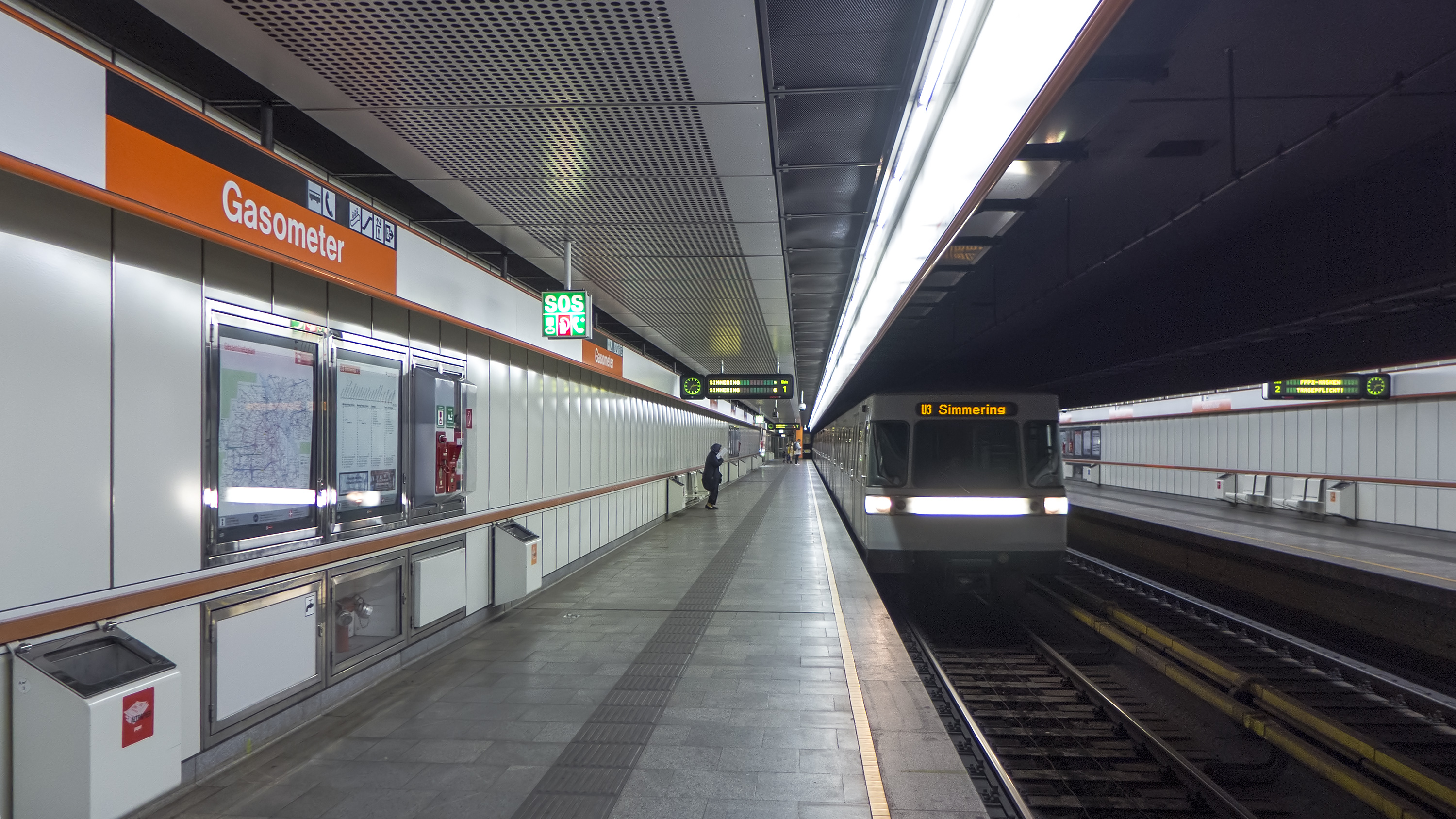
Blick auf die Bahnsteige
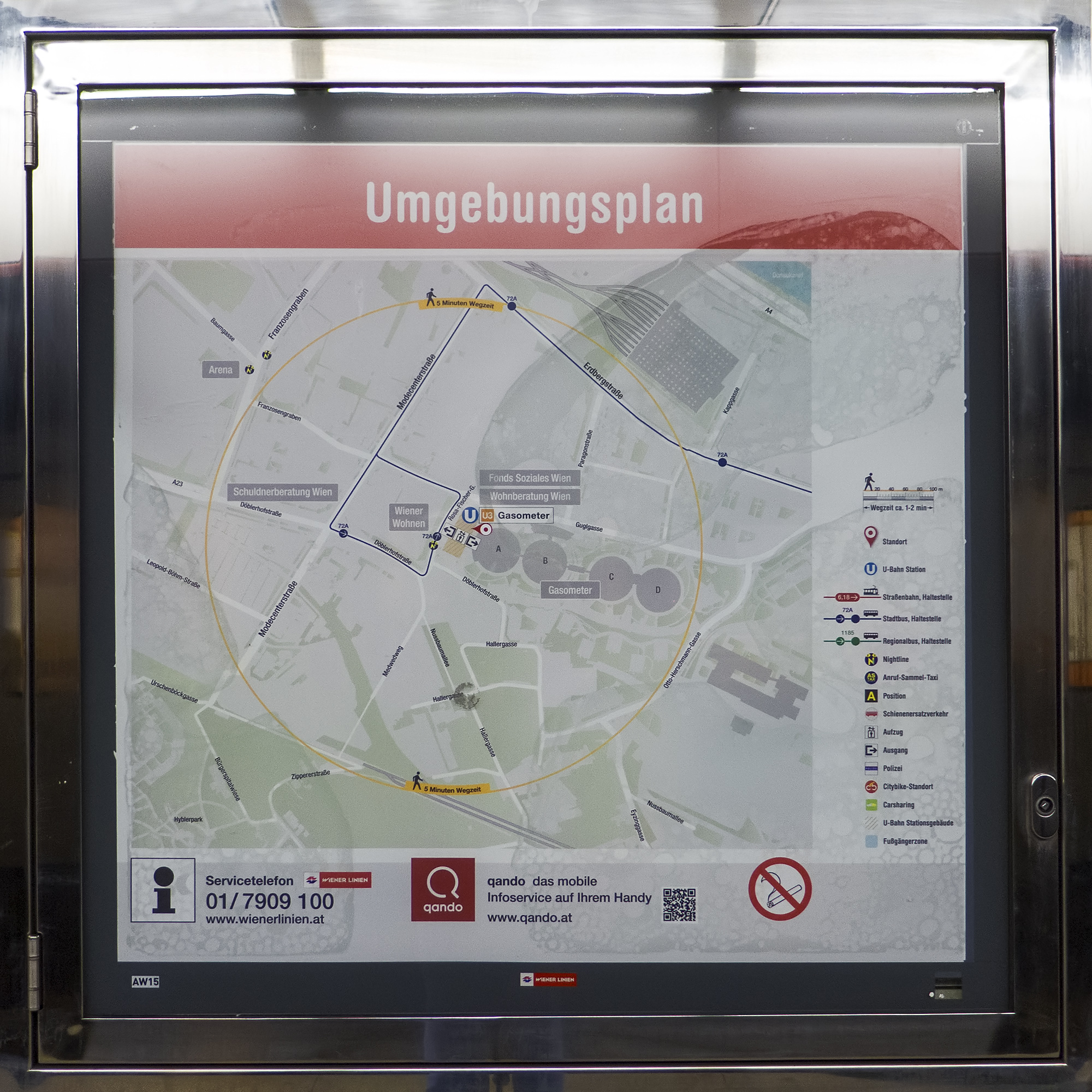
Umgebungsplan